# جبر شرکت‌پذیر
در ریاضیات، جبر شرکت‌پذیر (به انگلیسی: Associative Algebra)، ساختاری جبری است که عملگرهای دوتایی سازگاری به نام جمع و ضرب (به فرض شرکت‌پذیری)، و ضرب اسکالری داشته که اسکالرهای آن عضوی از یک میدان می‌باشند. اعمال جمع و ضرب به A ساختار حلقه‌ای می‌دهند؛ اعمال جمع و ضرب اسکالر به A ساختار فضای برداری روی K می‌دهند. در این مقاله نیز ما از عبارت K-جبر به معنی جبر شرکت‌پذیر روی میدان K استفاده خواهیم کرد. اولین مثال غیر استاندارد از K-جبر، حلقه ماتریس‌های مربعی روی میدان K، با همان ضرب معمول ماتریسی است.
جبر جابجایی، جبر شرکت‌پذیری است که دارای خاصیت جابه‌جایی عمل ضرب است یا به‌طور معادل جبر شرکت‌پذیری است که همزمان حلقه‌ای جابجایی نیز باشد.
در این مقاله، جبرهای شرکت‌پذیر را دارای همانی ضرب (۱) در نظر می‌گیریم؛ برخی مواقع برای شفافیت بیشتر، به چنین جبرهایی، جبرهای شرکت‌پذیر یکدار گفته می‌شود. در برخی از شاخه‌های ریاضیات، چنین فرضی انجام نشده و به ساختارهای حاصل، جبرهای شرکت‌پذیر غیر-یکدار گفته می‌شود. همچنین ما در اینجا تمام حلقه‌ها را یکدار و تمام همریختی‌های حلقه‌ای را نیز یکدار در نظر خواهیم گرفت.
بسیاری از مؤلفان، به جای میدان، مفهوم کلی تر جبر شرکت‌پذیر روی حلقه‌ای جابجایی چون R را در نظر می‌گیرند: R-جبر، یک R-مدول با عمل دوتایی R-دوخطی است که شامل همانی ضربی نیز می‌باشد. به عنوان مثالی از این مفهوم، اگر S هر حلقه با مرکز C باشد، آنگاه S یک C-جبر شرکت‌پذیر خواهد بود.

## تعریف
فرض کنید R حلقه‌ای جابجایی باشد (لذا R می‌تواند میدان باشد). R-جبر شرکت‌پذیر (یا به زبان ساده‌تر، یک R-جبر)، حلقه‌ای است که هم‌زمان R-مدول نیز می‌باشد، به گونه‌ای که جمع حلقه ای و جمع مدولی یکی بوده و برای تمام {\displaystyle r\in R} و {\displaystyle x,y\in A}، ضرب اسکالر در معادله زیر صدق می‌کند:
{\displaystyle r\cdot (xy)=(r\cdot x)y=x(r\cdot y)}
(نتیجه این معادله یکدار بودن A است، چرا که حلقه‌ها در اینجا یکدار فرض شده‌اند)
به‌طور معادل، جبر شرکت‌پذیر A حلقه‌ای است که مجهز به همریختی حلقه‌ای از R به مرکز A اس. اگر f چنین همریختی باشد، ضرب اسکالر {\displaystyle (r,x)\mapsto f(r)x} خواهد بود (در اینجا ضرب، همان ضرب حلقه است)؛ اگر ضرب اسکالر داده شده باشد، همریختی حلقه ای با {\displaystyle r\mapsto r\cdot 1_{R}} داده شده‌است.
همه حلقه‌ها {\displaystyle \mathbb {Z} }-جبر هستند که {\displaystyle \mathbb {Z} } نشانگر حلقه اعداد صحیح است.
جبر جابجایی، جبر شرکت‌پذیری است که همزمان حلقه جابجایی نیز باشد.

## ارجاعات
- مشارکت‌کنندگان ویکی‌پدیا. «Associative Algebra». در دانشنامهٔ ویکی‌پدیای انگلیسی، بازبینی‌شده در ۳ مهٔ ۲۰۲۱.